# كالفين كوب
كالفين كوب (بالإنجليزية: Calvin Cobb)‏ هو ناشر أمريكي، ولد في 1853، وتوفي في 1928.